# 遠州鉄道キハ800形気動車
遠州鉄道キハ800形気動車（えんしゅうてつどうきは800がたきどうしゃ）は、かつて遠州鉄道が日本国有鉄道（国鉄）二俣線乗り入れ用として保有していた気動車である。

## 概要
二俣電車線（現・鉄道線）から国鉄二俣線へ直通し、浜松市と天竜市の中心地であった遠江二俣（現:天竜二俣）を直結する目的で、1958年11月1日より運行が開始された乗り入れ列車用として、国鉄から払い下げを受けた車両である。
当初、キハ801・キハ802の2両が譲受された。譲受に当たって、手動であった客用扉にドアエンジンを搭載して自動扉化するなど、若干の改造を実施したが、譲受の時点で既に製造から約25年が経過した老朽車であった。だが、接客設備面での不備はともかく乗り換え不要の直通列車は好評で、翌1959年には列車増発のために同型車1両の払い下げを再び受けてキハ803とし、3両体制とした。
その後、1961年5月16日より乗り入れ列車4往復中2往復について乗り入れ区間が遠江森（現:遠州森）まで延長された。だが、戦後エンジンをDMF13へ換装していたとはいえ、元々低出力で加速性能が低い旧型気動車を、蒸気機関車牽引の列車が運行されていた国鉄二俣線はともかく乗客増に対応し次第に高頻度運転化しつつあった二俣電車線→西鹿島線で運行し続けることには、様々な困難が伴った。そのため、直通客数が減少したこともあって1966年9月末をもって西鹿島線から二俣線への直通列車の運行が終了、不要となった本形式は全車が1967年4月に北陸鉄道へ売却された。

## キハ801
1933年3月、新潟鐵工所製。
元・国鉄キハ41000形キハ41034→キハ41200形キハ41205→キハ41300形キハ41305→キハ04形キハ04 6。後に北陸鉄道能登線キハ5211形キハ5212となる。譲渡時に機関を従来のDMF13からDMH17へ換装、D211機械式変速機をTC2液体式変速機へ交換、さらにTR26台車の動軸側に能登線特有の端梁追加改造工事を実施している。その後、能登線の廃線に伴い1972年に関東鉄道筑波線（後の筑波鉄道）へ譲渡、キハ462となる。筑波鉄道では1981年まで使用された後、老朽化に伴い廃車解体された。

## キハ802
1934年1月、川崎車輛製。
元・国鉄キハ41000形キハ41056→キハ41200形キハ41207→キハ41300形キハ41307→キハ04形キハ04 8。後に北陸鉄道能登線キハ5211形キハ5211となる。譲渡時に、キハ801→キハ5212と同様、機関を従来のDMF13からDMH17へ換装、D211機械式変速機をTC2液体式変速機へ交換した。その後、北陸鉄道能登線の廃線に伴い1972年に関東鉄道筑波線（後の筑波鉄道）へ譲渡、キハ461となる。
1977年に機関がDMF13Cへ換装されたが、変速機はTC2が引き続き使用された。1985年に廃車となり、筑波鉄道（筑波線廃線後の関鉄筑波商事）が車庫で保管後、1987年7月には愛好家団体「LINER」が購入しつくば市のさくら交通公園に保存、その後キハ048保存会に無償譲渡され修復活動などを実施した。2007年には東日本鉄道文化財団に寄贈されさいたま市の鉄道博物館で展示されることとなり、キハ41307時代の仕様へ復元され現在に至る。

## キハ803
1933年3月、汽車製造東京支店製。
元・国鉄キハ41000形キハ41002→キハ41200形キハ41200→キハ41300形キハ41300→キハ04形キハ04 1。後に北陸鉄道能登線キハ5211形キハ5213となる。譲渡時の改造は最小限にとどめられ、機関がDMF13、変速機もD211のままで使用された。そのため、能登線での後半は前照灯などの機器を搭載したままエンジンと変速機を下ろして付随車代用として使用され、北陸鉄道能登線の廃線時には他の2両のように譲渡されることもないまま廃車となった。